# Венью
Венью (устар. Вень-Ю) — река в России, течёт по территории Удорского района Республики Коми. Правый приток реки Вашка.
Длина реки составляет 41 км.
Вытекает из болота возле посёлка Чим. Течёт по лесной болотистой местности. Генеральным направлением течения в верхнем течении является юго-запад, в среднем и нижнем — северо-запад. Около устья реки находится следующие населённые пункты: посёлок Благоево, деревня Вендинга и посёлок Солнечный.
Притоки (км от устья):
- 6 км: Динъёль;
- 12 км: Кузъёль;
- 16 км: река без названия[3].

## Данные водного реестра
По данным государственного водного реестра России относится к Двинско-Печорскому бассейновому округу, водохозяйственный участок реки — Мезень от истока до водомерного поста у деревни Малонисогорская. Речной бассейн реки — Мезень.
Код объекта в государственном водном реестре — 03030000112103000046903.